# イオン北谷ショッピングセンター
イオン北谷ショッピングセンター（イオンちゃたんショッピングセンター）は、沖縄県中頭郡北谷町字美浜のアメリカンビレッジ内にあるイオン琉球株式会社が運営・管理するショッピングセンターである。

## 施設概要

### フロア概要
核店舗のイオン北谷店と65の専門店で構成される。
| 階  | フロア概要                                         |
| --- | -------------------------------------------------- |
| R階 | 屋上駐車場                                         |
| 3階 | 屋内駐車場                                         |
| 2階 | グルメとホームファッション＆キッズワールドのフロア |
| 1階 | 新鮮食品と健康＆ファッションのフロア               |

## 沿革
- 1998年（平成10年）11月6日 - 開店。
- 2011年（平成23年）3月1日 - 核店舗の名称を「ジャスコ北谷店」から「イオン北谷店」に変更。
- 2018年（平成30年）11月6日 - 開店20周年を迎える。
- 2020年（令和2年）4月1日 - 本店を含む全国のイオン直営売場での無料レジ袋配布終了[5]。
- 2022年（令和4年）3月1日 - イオン北谷店を含むイオン琉球の運営下である全5店舗の営業時間を変更。[6]

## 主なテナント
1階
- スターバックスコーヒー（カフェ）
- ミスタードーナツ（ドーナツ）
- やっぱりステーキ（ステーキ）
- ハニーズ（レディス）
- シューラルー（ファミリー）
- 宮脇書店（書籍）

2階
- はなまるうどん（うどん）
- すき家（牛丼）
- マックハウス（ファミリー）
- ABCマート（靴）
- ヴィレッジヴァンガード（雑貨）
- ニトリ（家具・生活用品）
- ザ・ダイソー（100円ショップ）
- ベスト電器（家電）
- モーリーファンタジー（室内遊園地）

### 過去に存在していたテナント
・ ハッシュアッシュ（ファミリー）（2021年01月22日閉店。ハッシュアッシュは2021年02月28日にブランドを終了した為、同じワールド（細かくいえば、（株）ｱﾙｶｽｲﾝﾀｰﾅｼｮﾅﾙ）が運営するシューラルーがハッシュアッシュのテナント跡を改装し、2021年04月01日にオープンした。）
※テナント情報は2022年4月時点
フロア情報の詳細は「フロアマップ」を、テナント全店の一覧・詳細情報や営業時間は公式サイトを参照。

## アクセス
路線バス
- 美浜アメリカンビレッジ南口バス停下車、徒歩約1分。
  - 62番・中部線　（琉球バス交通）
- 美浜アメリカンビレッジ入口バス停下車、徒歩約10分。
  - 20番・名護西線　（琉球バス交通・沖縄バス）
  - 28番・読谷（楚辺）線　（琉球バス交通・沖縄バス）
  - 29番・読谷（喜名）線　（琉球バス交通・沖縄バス）
  - 112番・国体道路線　（琉球バス交通）
  - 120番・名護西空港線　（琉球バス交通・沖縄バス）
  - 228番・読谷おもろまち線　（琉球バス交通・沖縄バス）

自動車
- 沖縄自動車道 - 北中城ICより約10分